# ナムコ
株式会社ナムコ（英: NAMCO LIMITED）は、かつての日本のゲームメーカー、アミューズメント施設運営企業。現在のバンダイナムコエンターテインメントの法人格上の前身である。
1955年に有限会社中村製作所として設立され、1977年に株式会社ナムコに社名変更し、1980年代には『パックマン』など数々の名作ゲームを生み出した。2005年にバンダイと経営統合して持株会社バンダイナムコホールディングスの子会社となり、2006年3月31日に組織再編によりバンダイのゲーム部門を統合して株式会社バンダイナムコゲームスに社名変更した後、2015年に株式会社バンダイナムコエンターテインメントに社名変更した。
一方でアミューズメント部門を独立させた新法人「株式会社ナムコ」が2006年3月31日に設立され、同社は2018年にバンダイナムコエンターテインメントのアミューズメント機器部門を吸収して株式会社バンダイナムコアミューズメントに社名変更した。

## 概要
1955年6月1日、創業者中村雅哉が有限会社中村製作所を設立し、横浜のデパート屋上に2台の電動木馬を設置して事業をスタートさせた。1959年に株式会社中村製作所へ改組して全国各地で遊戯施設の運営などを手掛け、1960年代中頃からはエレメカの開発製造を行うなど事業を拡大した。1974年、経営難に陥っていた米アタリの日本支社アタリジャパンを買収しビデオゲーム事業に参入した。1977年に社名をナムコに変更し、その1年後には初のオリジナルビデオゲーム『ジービー』を発売した。1979年に発売されたシューティングゲーム『ギャラクシアン』はナムコ最初の大ヒットゲームとなり、翌1980年には『パックマン』を発売し、日本のみならず北米でも大ヒットした。1980年代のナムコは『ニューラリーX』、『ギャラガ』、『ディグダグ』、『ポールポジション』、『ゼビウス』、『マッピー』『ドルアーガの塔』など人気作を次々リリースし、アーケード・ビデオゲームの黄金時代を築いた。
1984年、ナムコはアーケードゲームソフトを任天堂ファミリーコンピュータに移植し、家庭用ゲーム機市場に参入した。アーケードゲームの『パックマン』や『ゼビウス』などがゲームセンターと見劣りしない水準で家庭で遊べたことは当時のユーザーに衝撃を与えた。ナムコのアメリカ部門は1985年にアタリゲームズを買収したが、1987年には両社の意見の相違からアタリゲームズの一部を売却した。また任天堂とのライセンス契約をめぐる対立から、ナムコはPCエンジンやメガドライブ、そしてプレイステーションといった競合プラットフォーム向けにゲームを制作するようになり、特にプレイステーション初期の成功に大きく貢献した。
1990年代に入っても『リッジレーサー』や『鉄拳』シリーズ、2000年代初めには『太鼓の達人』などのヒットゲームを生み出し続けたが、1990年代後半から2000年代にかけて日本経済の低迷とアーケードゲーム市場の衰退により経営環境が厳しくなり、同業他社との業務提携や統合の検討といった動きが見られるようになった。2005年9月、ナムコはバンダイと経営統合し持株会社バンダイナムコホールディングスを設立、ナムコは同持株会社の子会社となった。
2006年3月31日、組織再編によりバンダイのゲーム部門を統合して社名をバンダイナムコゲームスに変更した。また同日、旧ナムコのアミューズメント部門を独立させた別法人として株式会社ナムコが設立された。バンダイナムコゲームスは2015年にバンダイナムコエンターテインメントへ社名変更し、2代目ナムコは2018年にバンダイナムコアミューズメントへ社名変更した。
ナムコは『ファミスタシリーズ』『鉄拳シリーズ』『テイルズ オブ シリーズ』『リッジレーサーシリーズ』『エースコンバットシリーズ』などミリオンセラーを記録した数々の人気ゲームシリーズを生み出してきた。また、ゲームセンターやアミューズメント施設をグローバルに展開し、映画や玩具、業務用ゲーム機の制作、レストランチェーンの運営に加え『ワンダーエッグ』や『ナンジャタウン』といったテーマパークの運営なども行った。そのユニークな企業モデルや業界にとっての重要性、そして先進的な技術力で日本のゲーム産業史に足跡を残し、後継会社であるバンダイナムコゲームス（バンダイナムコエンターテインメント）とその子会社は、経営統合後もビデオゲームやその他のエンターテインメント製品に「ナムコ」ブランドを使用し続けた。

## 沿革

### 創業前史（ - 1955年）

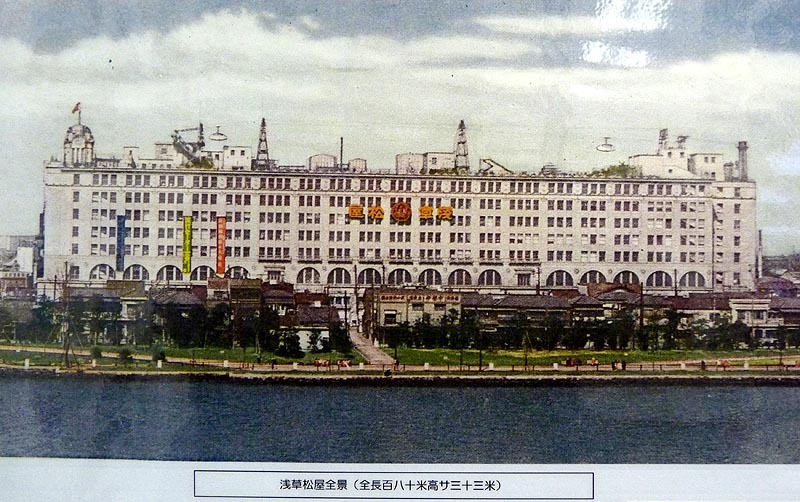
創業者中村雅哉が幼少時に遊んだ松屋浅草支店（1931年）

創業者中村雅哉の祖父は、千葉から東京市神田区（現千代田区）和泉町に移り住み同地で鉄砲修理を生業としていた。雅哉の父柳太郎もこの鉄砲鍛冶業を引き継ぎ、さらに射的場の経営や遊戯機の設置営業など業務を拡大していった。
1925年12月24日に雅哉が生まれ、間もなく一家は隣町の下谷（現台東区）数寄屋町に引っ越しした。当時下谷数寄屋町は新橋や柳町と並んで東都三大花街のひとつと呼ばれた粋筋の町で、雅哉もその気風に感化された「江戸っ子」であった。雅哉が小学校に上がったころの1931年11月、浅草に松屋浅草支店が開店したが、同店7階の屋上にはミニSLやゴンドラ、豆自動車といった遊戯機器を擁する屋上遊戯場「スポーツランド」が設けられて評判となり、幼少期の雅哉も「十銭玉を握って、何度も電気自動車に乗りにいった」という。この頃雅哉は、父の仕事を手伝い「スポーツランド」の開設者でもある日本娯楽機社長の遠藤嘉一宅へ修理した空気銃を自転車で届けたこともあった。1941年12月に太平洋戦争が勃発し、海軍士官に憧れのあった中村は1944年に横浜工業専門学校（現横浜国立大学理工学部）造船科に入学した。だがそのとき既に戦局は悪化しており、授業はほとんど行われず鶴見の工場で鉄釜造りなどに従事した。
1948年に中村は横浜工専を卒業したが、終戦間もないことから造船の仕事はなく、家業の鉄砲修理業を手伝うことになった。中村の父は空襲で焼けた自宅跡地にバラックを建てて空気銃の修理業を営み（戦後の食糧難でスズメやムクドリを狩るために空気銃修理の需要があった）、やがて高島屋百貨店の地下を間借りして修理を行うほど商売は繁盛した。中村は精力的な営業で支店長から「中村君はどこの課だっけ？」といわれるほど高島屋に浸透していき、そうした中で高島屋食料部に勤務していた大良光子と知り合い、後に結婚している。1952年には銀座松屋にも出店し、空気銃に加え鬼怒川ゴムから仕入れたダイビングマスクやシュノーケルなどレジャー用品を販売し、順調に業績を伸ばした。だが同年サンフランシスコ平和条約発効がされ日本が主権を回復したことにより警察が銃の取り扱いを次第に厳しくし、商品として銃を扱う魅力は薄れていった。これを受け、「時代の変化の中で、弱くなる商売はしたくない」と考えた中村は、幼少期の百貨店屋上遊戯場での思い出と、戦争が始まって何一つ楽しい事が出来なかったとの体験から「子供が楽しいと思えるような、そんな商売をやりたい」と、父の会社から独立して創業することを決意した。

### 創業（1955年 - 1965年）

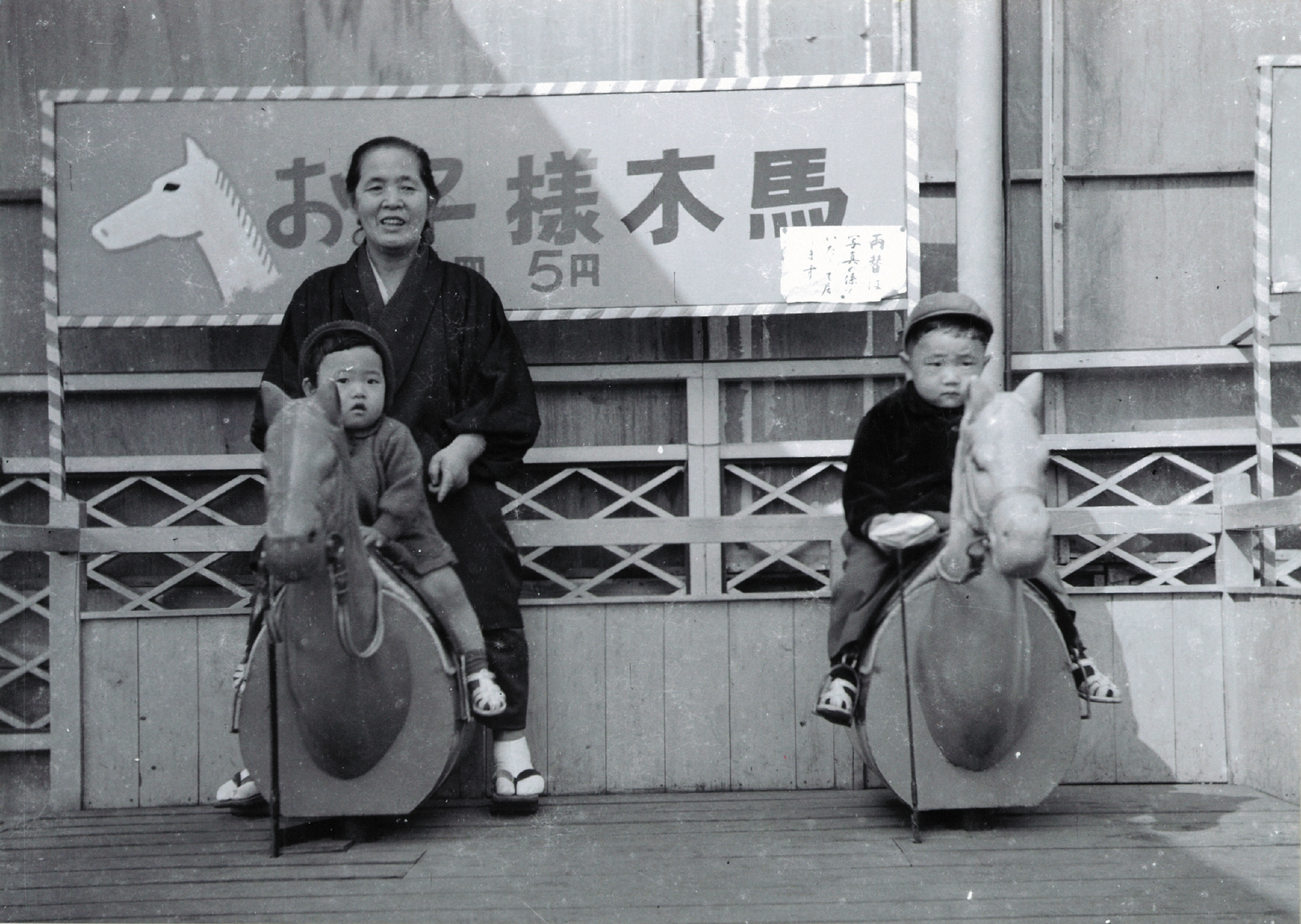
中村製作所の最初の事業となった2台の自動木馬。

1955年6月1日、中村は東京大田区池上徳持町に有限会社中村製作所を設立した。資本金は30万円（当時の公務員初任給は1万円）で、住宅街にある妻の実家の六畳間を借りて自宅兼事務所とし、社員は中村と義弟の大良武晴、女子事務員の3人での創業であった。手始めに中村は父の会社倉庫に眠っていた中古の硬貨式自動木馬2台を買い取って修繕し、銀座松屋と取引していた頃の人脈を活かして横浜伊勢佐木町松屋の店長を紹介してもらい、同店長の快諾を得て伊勢佐木町松屋の屋上に木馬を設置した。中村製作所の最初の事業となった2台の自動木馬は子供たちに愛され、中村自身も木馬の営業や修理の傍らもてなしの精神で子供たちの親にも声をかけた。この他に金魚すくいも導入したが、本牧までバケツを持って市電で買い付けにいきブリキ張りのプールに放った金魚たちが、翌朝直射日光でプールの水温が上がりすぎたため死んでしまうというトラブルも一度ならずあった。一方、川崎さいか屋に導入した関西精機製作所のステレオトーキー（1回10円で音楽やナレーションと共にイラストを鑑賞できる自動紙芝居機）は大盛況となった。1957年2月、本社を池上から中央区銀座三丁目に移転し、「木馬からモノレールまで」をスローガンに掲げた（当時モノレールは屋上遊戯場の花形であったが中村製作所には実績がなかった）。都心部は既に大手が遊戯場を設置していたので、千葉、青森、長野など地方都市を中心にロケーションを拡大していった。中村製作所の新卒採用第一期生（1962年入社）で、後にイタリアントマト社長なども務めた遠藤勝利は、この頃函館棒二森屋にオープンした屋上遊園で遊び、中村製作所入社を志した。
1959年5月に有限会社から株式会社中村製作所へと改組した。中村はデパートの雄、三越をロケーションとすべく三越本店を訪れ、店内を巡回中で”三越の天皇”とも呼ばれた社長の岩瀬英一郎に対し、直談判で屋上遊戯場の設置を求めた。だが岩瀬は「そんなもん、うちにいるわけないじゃないか」と申し出を断り、中村が「百貨店に遊びがないのは九十九貨店です」と粘るも許可を得るには至らなかった。中村は発奮し「よし！10年後には必ず三越に置かせてみせる」と誓った。岩瀬の死後、新体制となった松田伊三雄社長の下で「三越にも遊園地を」との議論がなされ、「あの社長がいるところに任せたい」と中村に声がかかり、1963年4月に三越日本橋本店の屋上に中村製作所による大型遊園施設が開設された。『ロードウェイライド』というレール式の乗り物を目玉とした施設は評判となり、本店での設置を皮切りに神戸、仙台、高松、松山と三越各店に中村製作所が手掛ける屋上遊戯場が開設された。

### 遊戯施設運営とエレメカ開発（1965年 - 1972年）
中村製作所は創業10年を経ずして三越各店で遊戯場を運営するようになり、タイトーとセガ（ローゼン・エンタープライゼスと日本娯楽物産が1965年に統合）に次ぐ日本の大手アミューズメント企業となった。事業規模が大きくなるにつれ、その影響力を利用してメーカーからアミューズメント機器を安く大量に仕入れ、小規模の店舗に正規価格で販売するようになった。
機器販売は好調であったが、中村製作所には競合他社のような製造ラインや流通網がなかったため、生産時間とコストは割高となっていた。1965年、創立10周年を迎えた中村製作所は製造部門を発足してオリジナルの「エレクトロ・メカニカルマシン（エレメカ）」の製造に乗り出した。第一作『ジャンケンマシーン』、第二作に潜望鏡を覗いて魚雷を発射し敵戦艦を撃つゲーム『ペリスコープ」（1965年）を販売し、各地のゲームコーナーで中村のエレメカは人気を博した。
翌年中村製作所は管理部門・研究部門・製造部門を拡大させ、1966年2月に東京大田区多摩川2丁目の4階建てビルに本社を移転し、1階には金属加工業の松田製作所を入れて娯楽機械の本格製造を始めた。このとき宝化学と共に人気アニメキャラクター「オバケのQ太郎」を起用した乗り物機械『オバQ』を開発したが、この『オバQ』は著作権意識が希薄だった当時、原作者藤子不二雄と版権管理の小学館に正規にロイヤリティを支払って契約を結んだという業界最初期のケースで、発売1年で500台以上を売り上げるヒット作品となった。6月にはおそ松くんをテーマとした変形ピンボールゲーム『おそ松くんダービー』を発売、さらにウォルト・ディズニー・プロダクションと契約を結んでバンビ・ダンボ・ミッキーマウスといった人気キャラクターを使用した子供向け乗り物を製作し、ウルトラマンをテーマにしたガンシューティングゲーム『ウルトラガン』（1967年）なども開発した。また1967年に大阪市浪速区難波に大阪事務所を開設した。これらにより事業はさらに拡大し、中村製作所は日本のコイン式ゲームマシン市場を牽引する存在となっていった。
1968年にはレースゲーム『グランプリ』をはじめ、ルーレットゲーム『コロレット』、ガンゲーム『アクアチックガン』『海底要塞』、ペリスコープシリーズの『バルジ大作戦』『ゼロファイター』など、エレメカを次々と発売した。1970年には、同年入社し後にナムコで”エレメカの神”とも呼ばれた村松憲一による『グランプリ』の改良版投影式レースゲーム『レーサー』が稼働開始し、高い技術力で社の評価を高めた。なおこの1970年には山下正（『パックマン』のキャラクターデザイン、他多数のナムコ製品のデザイン）、澤野和則（『ギャラクシアン』開発他）、鈴木理司（エレメカ『F1』や『トーキングエイド』などの福祉機器開発）、甲斐敏夫らが入社している。元ジャズ奏者でもあった甲斐はロジェ・カイヨワ『遊びと人間』やヨハン・ホイジンガ『ホモ・ルーデンス』を中村に紹介したが、特に後者の「ホモ・ルーデンス（＝人間は遊ぶためにこの世に生を受けた存在）」との考え方は中村に影響を与え、後々まで社の指針となった。甲斐は以降パックマンの作曲や「『遊び』をクリエイトする」「集まれ前科者」などのコピー発案、『ギャラクシアン』などゲームタイトルのネーミング、namcoロゴの起案など数々の重要な業務に携わり、山下正と共にデザイン部門の中核を担った。1970年4月、東京・大田区矢口に矢口工場を設立。当初は資材置き場として利用されていたが後に開発部事業課や社員寮が置かれ、多くの若手社員を育てた。1972年入社の大杉章によれば、同期入社は10人ほど、うち開発3人ほどであまり多くのゲームは開発しておらず当時は「ほとんどロケーション運営の会社」であったという。

ナムコのロゴ。甲斐敏夫が方向性を示し、社長中村雅哉の意向も反映させて、山下正がまとめた。

1971年、社名変更に先駆けてブランド名「ナムコ (namco)」の使用を開始した。1972年発売のエレメカ『クレージーバギー』の筐体にnamcoの文字が刻まれた。現在まで続くnamcoロゴは本作のためにデザインされたもので、マツダのロゴやモダン・ジャズ・カルテットのアルバム『サード・ストリーム・ミュージック』のジャケットなどといったデザインの方向性を甲斐敏夫が示し、山下正が現在のスタイルにまとめた。またロゴカラーのワインレッドは社長中村の意向により決定された。週刊ファミ通2008年11月28日号によれば、ロゴの縦横比率は「縦1：横7.65」である。

### アタリジャパン買収（1972年 - 1977年）

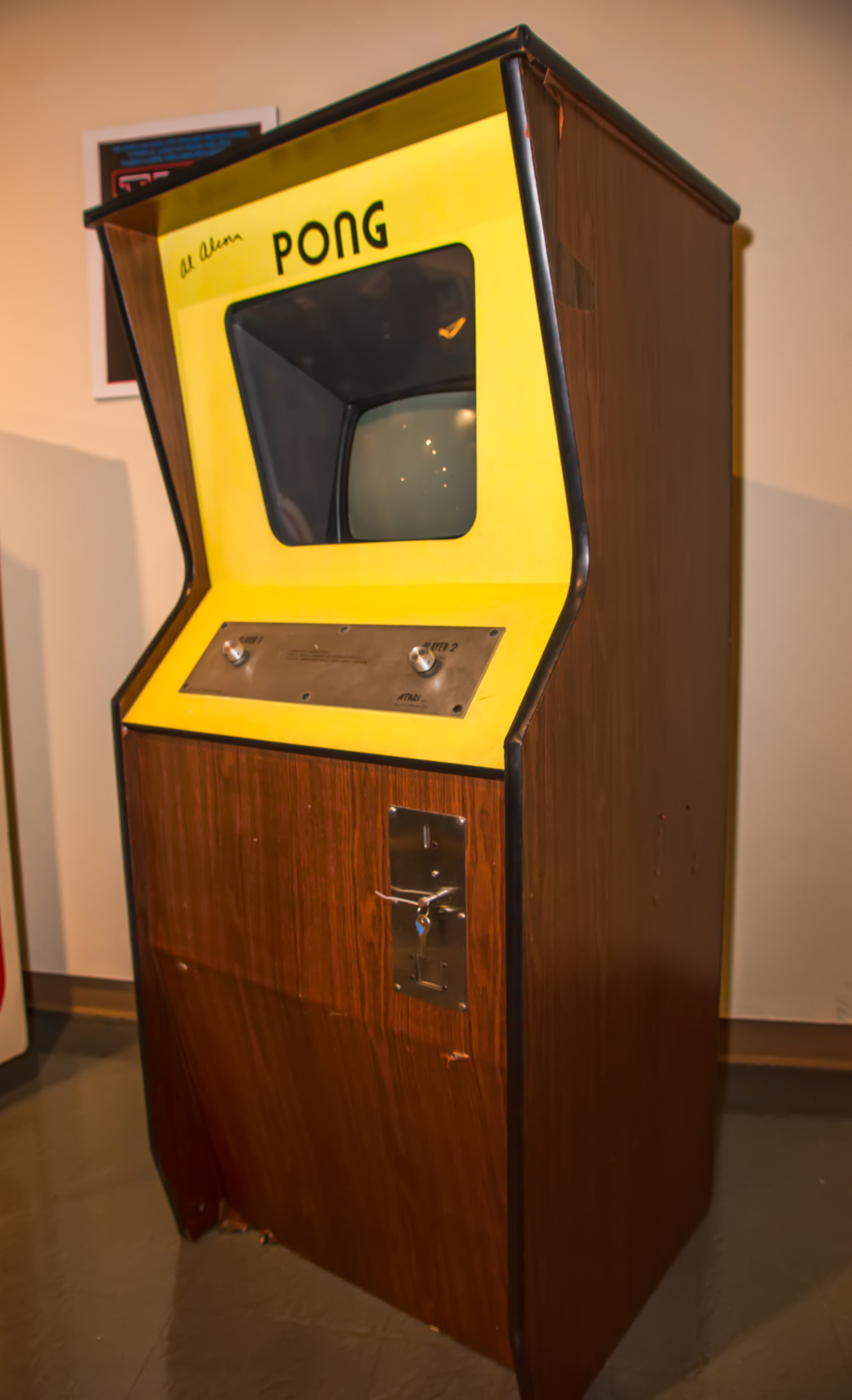
『ポン』のアップライト筐体。

1972年11月、アメリカ合衆国でアタリ社がパドルを操作して卓球（ピンポン）のように玉を打ち合うコイン投入式ビデオゲーム『ポン』の販売を開始した。『ポン』は全米で瞬く間に大ヒットし、世界で初めて商業的に成功したビデオゲームとなった。『ポン』の成功を受けてアタリは海外にも業務を拡大し、1973年11月には東京練馬区中村に日本支社アタリジャパンを設立した。社長には元水泳選手の匠賢一、副社長には日本加工製紙のサラリーマンだった中島英行が就任した。社員は20名ほどのアタリジャパンではあったが、社長の匠をはじめ業界の素人であったことから営業は振るわず資金繰りにも窮するようになり、アタリは日本国内で支社アタリジャパンの売却先を求めることとなった。アタリは当時業界トップ企業であったタイトーとセガにアタリジャパンの売却を持ち掛けるが、約100万ドル（当時のレートで約3億円）という高額な買収費用や会社の実態を見透かされて話はまとまらず、1974年4月にアタリと正規販売代理店契約を結んでいた中村製作所に話が持ち掛けられた。当時売上高が20億円ほどであった中村製作所にとって買収は社運をかけた決断となったが、中村雅哉はアタリ社長ノーラン・ブッシュネルとアメリカで直接交渉し、支払額を分割して期限を1975年12月までとするなど条件を緩和させ、1974年10月にアタリジャパン買収が成立、中村製作所は日本国内におけるアタリ製ビデオゲームの製造・販売権を取得した。一方、アタリ買収のための資金調達は一筋縄ではいかなかった。当時のアミューズメントマシン産業は銀行から「（甲・乙の下の）丙種産業です」と言われるほど不安定な業界と見られており、中村製作所も当初6銀行・1信用金庫から買収資金貸付の合意を得ていたが、うち1行が他の2行を引き入れて貸付けを断る事態に見舞われ（3行計1億円）、残り3行1信金が貸増しをすることで窮地を乗り越えたという。
苦難の末に為しえたアタリジャパン買収であったが、短期的には中村にとっては「にがい思いをした」経験となった。アタリゲームは想定していた以上に不良品も多く、
キーゲームズ社の『タンク』など評価の高い輸入ゲームもあったが期待したほどの収益をあげるには至らなかった。1967年入社の猿川昭義によると一般に当時のビデオゲームは1-2か月するとすぐ売れなくなるという面もあり、中村製作所は『ポン』や『スペースレース』などアタリの抱えていた在庫品を押し付けられた格好となっていた。また、アタリのエンジニアが次々と辞めて技術支援が受けられないという問題もあった。中村は1976年初頭に渡米しアタリ社を訪問したが、その際リリース前の『ブレイクアウト』を試遊して夢中になり、何時間もプレイしてブッシュネルにプレイを止められるほどであった。中村製作所が輸入した『ブレイクアウト』は1976年5月に稼働開始し、当初は客の反応も今ひとつであったものの徐々に人気を集め、1977年から1978年にかけていわゆる「ブロック崩し」ゲームのブームが到来した。だが、流行した「ブロック崩し」ゲームの大半は『ブレイクアウト』とゲーム内容がそっくりの模倣品で、独占販売権があるはずの中村製作所は割を食う形となった。中村はアタリに訴訟を起こすべきだと訴えたがアタリは同意せず、訴訟権を中村製作所に譲渡することもなかった。中村製作所には為す術がなかったが、多くの会社がブロック崩しの模倣品を製造、販売して儲け、タイトーが喫茶店にも置けるようなブロック崩しのテーブル型筐体を開発してゲーム機の販路が広がるなど、アーケードゲーム産業の下地が作られた面もあった。
アタリジャパン買収は負の側面だけではなかった。後に中村雅哉が「買収としての評価は失敗であったと反省していますが、転んでもただでは起きない、というたくましさを発揮したのです」と述べたように、アタリジャパン買収は中村製作所がゲーム製作のノウハウを学び、後にオリジナルのゲームを開発してビデオゲーム市場に進出する大きな転機となった。関西精機製作所の高橋靖和は、当時中村から「君、これから僕らの業界は、東京大学の電子工学をでてきたくらいの人達を必要とする時代なんだよ、これからの時代は!」と言われたことを思い出し「やっぱり関西精機と違ったということだね。 2つも3つも前に行ってたということですよ」と先見の明を称えた。
1976年9月に発表した投影式ドライブゲーム『フォーミュラワン（F1）』は、これまで中村製作所が開発してきたドライブゲーム『グランプリ』『レーサー』『フォーミュラX』の集大成ともいえるエレメカで、スコア表示と速度制御に中村製作所では初めてICが採用された。『F1』は同年11月にアメリカのMOAショーであるIAAPAショーに出品され金賞を受賞するなど高く評価され、アタリが中村製作所から許諾を受けて1976年11月に米国で販売しヒットさせるなど、日本のメーカーによるエレメカの初の本格輸出製品となった。一方、国内では『F1』の無断コピー品が作られて『ゼットマシン（Z-M）』として販売され業界最大手のオペレーターであるタイトーが仕入れるというトラブルが発生したが、1977年10月に両社は「無断コピー品を業界からなくす」ことを合意して和解しており、日本のアミューズメント業界におけるコピー品紛争解決の最初期の事例となった。
この『フォーミュラワン（F1）』のIC設計を担当したのが、1976年入社したばかりの、後に4代目社長となる石村繁一であった。石村は、入社して間もない1976年7月に上司（開発部長）に宛てて「建白書」を提出し、「これからはビデオゲームの時代だ」として当時最先端のマイクロコンピューター購入を訴えた。3か月後、開発部にホストコンピュータPDA-80が納入され、中村製作所はビデオゲームの自社開発へ向けてまた一歩前進した。

### ナムコ黄金時代（1977年 - 1984年）

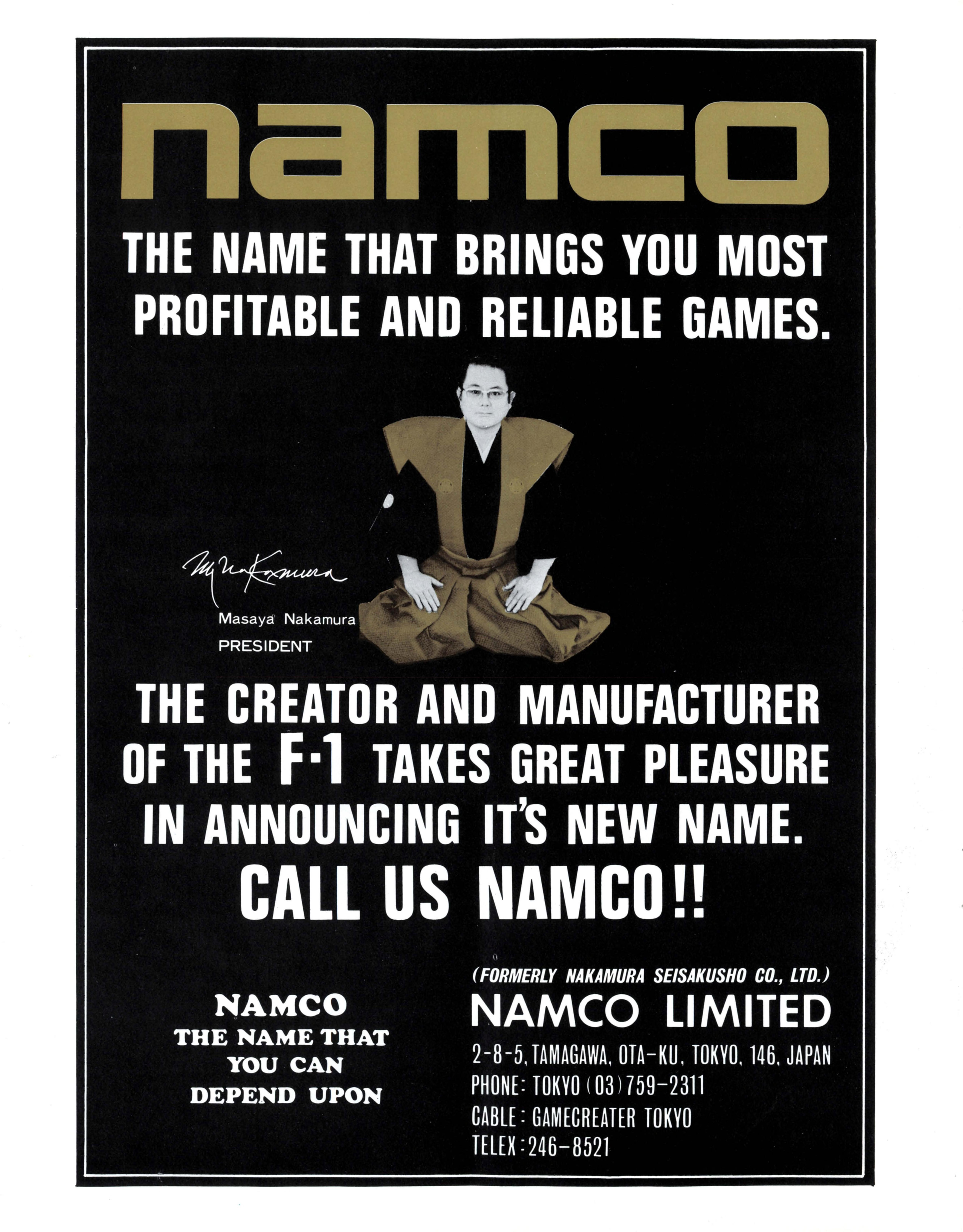
1977年、米業界紙Play Meterや雑誌キャッシュボックス誌に掲載された社名変更広告。裃を着た人物は中村雅哉社長。

中村製作所は1977年5月に「『遊び』をクリエイトする」を新たなスローガンに採用し、6月1日に会社名を「株式会社ナムコ」に変更した。また同日に、東南アジアでのロケーション開拓を目指した海外拠点第一号として香港にナムコ・エンタープライゼズ・エイシア（南港企業亜州有限公司）を設立した。
さらに、それまで米国からのゲーム輸入がメインであったが今後逆に日本からアメリカにビデオゲームを輸出するための足掛かりとして、1978年6月、カリフォルニア州サニーベールにナムコ・アメリカを設立した。ナムコ・アメリカは、社長にアタリジャパン出身の中島英行、副社長にはアタリ社員であったインド系米国人サティッシュ・ブータニを迎え、ゲームを日本からアメリカに輸入しアタリやバリー社などにライセンス供与した。また日本で1977年10月に稼働開始し大ヒットしたクレー射撃エレメカゲーム『シュータウェイ』などエレメカのアメリカでの販売も手掛けた。

1980年の誕生以来、『パックマン』はナムコのマスコットキャラクターであり続けている。

この頃、日本のゲームセンターでは、1978年8月に稼働開始したタイトーの『スペースインベーダー』が社会現象ともいえる一大ブームを巻き起こしていた。
ナムコでも『スペースインベーダー』の直後となる1978年10月に、ナムコ初の独自開発ビデオゲーム『ジービー』をリリースした。大杉章のアイディアを元に、1977年に入社した岩谷徹が企画を担当し、ハードとプログラムは石村繁一が手掛けた、ピンボールに『ブレイクアウト』（ブロック崩し）の要素を取り入れたビデオゲームである『ジービー』は、1万台ほど売り上げたものの売上は会社の期待には届かずスペースインベーダーと競合するタイトルとはならなかった。一方、『ジービー』の基盤はサブ基盤を取り付けることで他のゲームに転用できたことから、余剰となった『ジービー』基盤を利用して『SOS』や『海底宝探し』といった改造ゲームも生み出されている。『スペースインベーダー』ブームは1年ほど続き、ゲームセンター側の産業基盤が整えられる一方で、教育現場からはゲームセンターがたまり場になり金品の貸し借りなど不良行為も行われるなど反発が上がり、市場には無断コピー品が多数出回る（タイトー出荷10万台、正規許諾品10万台ながら市場には30万台から50万台のインベーダーがあった）事態ともなって、ブームは1年ほどで急速に鎮静していった。こうした中、ナムコでは「インベーダーを超えるゲームを」を合言葉にオリジナルゲームの開発が続けられ、1979年に『ギャラクシアン』が完成した。
1979年10月に稼働開始した『ギャラクシアン』は、ビデオゲームではナムコ初のメジャーヒットタイトルとなり、インベーダーブームが急に去って倒産など先行きに大きな不安を抱いていたオペレーター各社にとっては救世主的存在となった。社長の中村から「このゲームを”ポスト・インベーダー”にしろ」との厳命を受けた澤野和則が企画を担当し、ハードウェアは石村繁一、ゲームプログラムを田城幸一が担当した『ギャラクシアン』は、フルカラーグラフィックスやスコアボーナス、タイルマップ技術に加え、キャラクターをなめらかに動かすスプライト機能を日本のビデオゲームでは初めて導入し、さらに画面上に星を流れさせる専用の「星回路」まで搭載しており、『スペースインベーダー』やその他の模倣ゲームをその革新性で超え、アーケード黎明期を代表する一作としてビデオゲーム史に名を残した。また『ギャラクシアン』は北米ではミッドウェイ社からリリースされて同社の売上ナンバーワンタイトルとなり、ミッドウェイとナムコの業務提携の礎となった。
『スペースインベーダー』や『ギャラクシアン』のヒットとその模倣作品によって映画『スター・ウォーズ』（1977年公開）のような宇宙を舞台としたシューティングゲームはビデオゲームとしてはありふれた存在となり、日本のアミューズメント施設・ゲームセンターでもよく見られるようになった。『ジービー』に続いて『ボムビー』などの開発に携わっていた岩谷徹は、こうした状況をふまえ「相手を殺さないタイプのゲーム」、「男性だけではなく、女性も楽しめるゲーム」をコンセプトに、シンプルなゲームプレイと分かりやすいキャラクターを特徴とする迷路ゲームの制作を開始し、プレイヤーのコントロールする黄色い円形のキャラクターが、追いかけてくる4匹のゴーストを避けながら迷路に置かれたドットエサを食べていくドットイートゲーム『パックマン』を生み出した。当時のナムコは開発をスタートするのに社長決裁などが必要なく、外野からの介入が少ない中、コアメンバー数名で試作と改良をハイスピードに繰り返してゲームデザインを決めていったといい、パックマンのパワーエサといったアイディアも試作の途中で取り入れられたという。パックマンのキャラクターデザインは、開発されたゲーム画面上のドット絵を元に、円形に手足をつけ両目黒目の一部を欠いたキャラクターをデザイン課の山下正が描いて誕生した。
こうして誕生した『パックマン』は1980年5月22日に東急文化会館屋上のゲームコーナーで最初のロケテストを行い、7月に稼働開始した。リリース当初の反応は芳しくなかったが、これはプレイヤーが『ギャラクシアン』のようなシューティングゲームに慣れ親しんでおりパックマンの特徴的なキャラクターやゲームプレイがこれとは対照的だったためである。北米では1980年11月にリリースされたが、『パックマン』のシンプルなキャラクターはポップカルチャーとして米国で「パックマンフィーバー」と呼ばれる空前のブームを巻き起こし、1982年には派生ゲーム『ミズ・パックマン』が作られ、ゴールデンタイムに放送されたアニメ番組『Pac-Man』が最高視聴率56%を記録するなど、メディアフランチャイズにより数百万ドルの売り上げを上げる人気キャラクターとなっていった。
『パックマン』以降も次々と名作ゲームが生み出された。1980年11月には『ラリーX』がリリースされ、同作の改良版である『ニューラリーX』（1981年2月稼働開始）では、1980年にナムコに入社した大野木宜幸が音楽を担当した。この『ニューラリーX』のプレー中に流れ続ける軽快なBGMは当時のプレーヤーに衝撃を与え、ゲームにおける「音」が単なる効果音やジングルの域を超え本格的なBGMとなった初の作品とも評価されている。1981年9月に発表された、ギャラクシアンの続編にあたる『ギャラガ』は、テンポの速いアクションと機体のパワーアップシステムで前作を凌ぐ人気を博した。1982年3月にリリースされた『ディグダグ』は、プレイヤーが迷路の様に穴を掘りながら追いかけてくる敵キャラをかわしモリや落石で倒すゲームで、1981年にナムコで初めて（あるいは日本のゲーム業界史上初めて）ゲーム音楽専門職として採用された慶野由利子がサウンドを担当した。1982年9月リリースのレーシングゲーム『ポールポジション』はビデオゲームでは初めて実在するサーキット（富士スピードウェイ）をゲームに登場させ、後方視点（リアビュー）を取り入れるなど後のレースゲームの基礎を築いた。
また1980年11月に開催された科学技術館主催のマイコン搭載ロボットの迷路脱出コンテスト「第1回全日本マイクロマウス大会」に全面協力し、ナムコもデモンストレーション用に制作したマイクロキャット「ニャームコ」を披露した。
『パックマン』以降ナムコ最大のヒット作となったのは、1983年1月に稼働開始した縦スクロールシューティングゲーム『ゼビウス』である。『ゼビウス』では、それまでのシューティングゲームで黒一色が主だった背景も美しく書き込まれ、メタリックな質感の敵キャラや巨大なボスキャラ、作りこまれた世界観とそれを引き立てる音楽によって日本で驚異的な成功を収めた。純正品のみで約1万5000台を販売し「『スペースインベーダー』以来の大ヒット」と言われた『ゼビウス』は、ゲームの範疇を超え多方面の文化に影響を及ぼし、関連グッズ、トーナメントプレイ大会、ゲームサウンドトラックアルバム（『ビデオ・ゲーム・ミュージック』）などが生み出された。1981年入社で、前任者の残した企画を元に本作の開発に携わった遠藤雅伸は、後にゲーム雑誌でゼビウスの開発者として取り上げられ、ミュージシャンの細野晴臣と対談し、様々な媒体で当時の流行語である「新人類」のひとりとして紹介されるなど、ゲーム開発者がメディアに露出する先駆的存在となった。同1983年には横スクロールアクションゲームの名作『マッピー』と、『ポールポジション』の続編『ポールポジションII』もリリースされ、好評を博した。
1984年4月には『ギャラガ』の続編『ギャプラス』が稼働開始し、慶野に次ぐ音楽専門職として1983年に入社した小沢純子が同作で初めて本格的に作曲を担当した。『ニューラリーX』の曲に惹かれナムコに入社した小沢は、入社までコンピューターに触れた経験もなかったが、大野木らの指導・助言を受けてゲーム音楽のノウハウを学び『ドルアーガの塔』ではサウンドドライバを自ら作って作曲を行ったという。
『ゼビウス』の後に遠藤が手掛けたのは1984年7月に稼働開始した『ドルアーガの塔』であった。同作はロールプレイングゲームの要素をアクションゲームに持ち込んだ、アクションロールプレイングゲームの原点のひとつともいわれる作品で、後の多くのゲームに影響を与えた。1984年8月には、『スーパーマリオブラザーズ』より1年早く、パックマンのキャラクターが登場する横スクロール・ジャンプアクションゲーム『パックランド』がリリースされた。
1980年代初頭、ナムコは明るい店内が特徴のゲームセンター「プレイシティキャロット」などナムコブランドのゲームセンターを国内外で次々とオープンした。また1981年からは一社提供のラジオ番組『ラジオはアメリカン』もスタートし、ファン層を広げた。1983年2月に『ゼビウス』の稼働開始にあわせて創刊された広報誌「NG」は、ナムコ直営のゲームセンターで無料配布されて人気となりファンと開発者を結び付け、小野浩による「Mr.ドットマンのキャラクター講座」などの人気企画も生まれた。
ナムコゲームの人気が高まった1983年ごろ、当時アメリカから帰国したばかりでゲーム好きでもあった電波新聞社の副社長平山哲雄が、中村と直接交渉して移植ライセンスを取得し、電波新聞社によるナムコゲームのパソコンへの移植が行われた。移植に携わった『マイコンBASICマガジン』編集長（当時）大橋太郎によれば、ライセンスを取得したとはいえナムコから資料やソースコードの提供は無く、自前で基盤を購入してプログラムのできる人材やゲームを最後までプレイできる人物（『ゼビウス1000万点への解法』の大堀康祐など）を集めて製作し、ナムコのチェックを受けてリリースするという体制であったという。こうした『ゼビウス』や『パックマン』といった人気ゲームのパソコン移植には、家電メーカーなどが多数パソコン市場に参入するなどの派生効果もあった。この電波新聞社から1985年10月に発行されたナムコゲームの解説・攻略本『ALL ABOUT namco ―ナムコゲームのすべて』は、ゲーム内容のみならずドット絵やBGMの楽譜集などまで網羅した内容で「ファンにとっては伝説の一冊」と評価され、累計発行部数が30万部に到達し、35年後の2020年には復刻版も発行された。
|                    | 77年5月期 | 78年5月期 | 79年5月期 | 80年5月期 | 81年5月期 | 82年5月期 | 83年5月期 | 84年5月期 | 85年5月期 | 86年3月期 | 87年3月期 |
| ------------------ | --------- | --------- | --------- | --------- | --------- | --------- | --------- | --------- | --------- | --------- | --------- |
| 売上高（百万円）   | 3,449     | 4,603     | 9,146     | 12,529    | 15,896    | 21,629    | 27,660    | 23,512    | 28,145    | 26,404    | 31,494    |
| 営業利益（百万円） | 283       | 382       | 1,554     | 2,073     | 2,049     | 4,005     | 6,770     | 2,899     | 2,156     | 3,713     | 2,914     |
| 期末従業員数（人） | 344       | 404       | 500       | 578       | 733       | 832       | 990       | 988       | 915       | 863       | 891       |

※86年3月期は決算期変更のため10か月決算

### ファミコンでの成功（1984年 - 1989年）

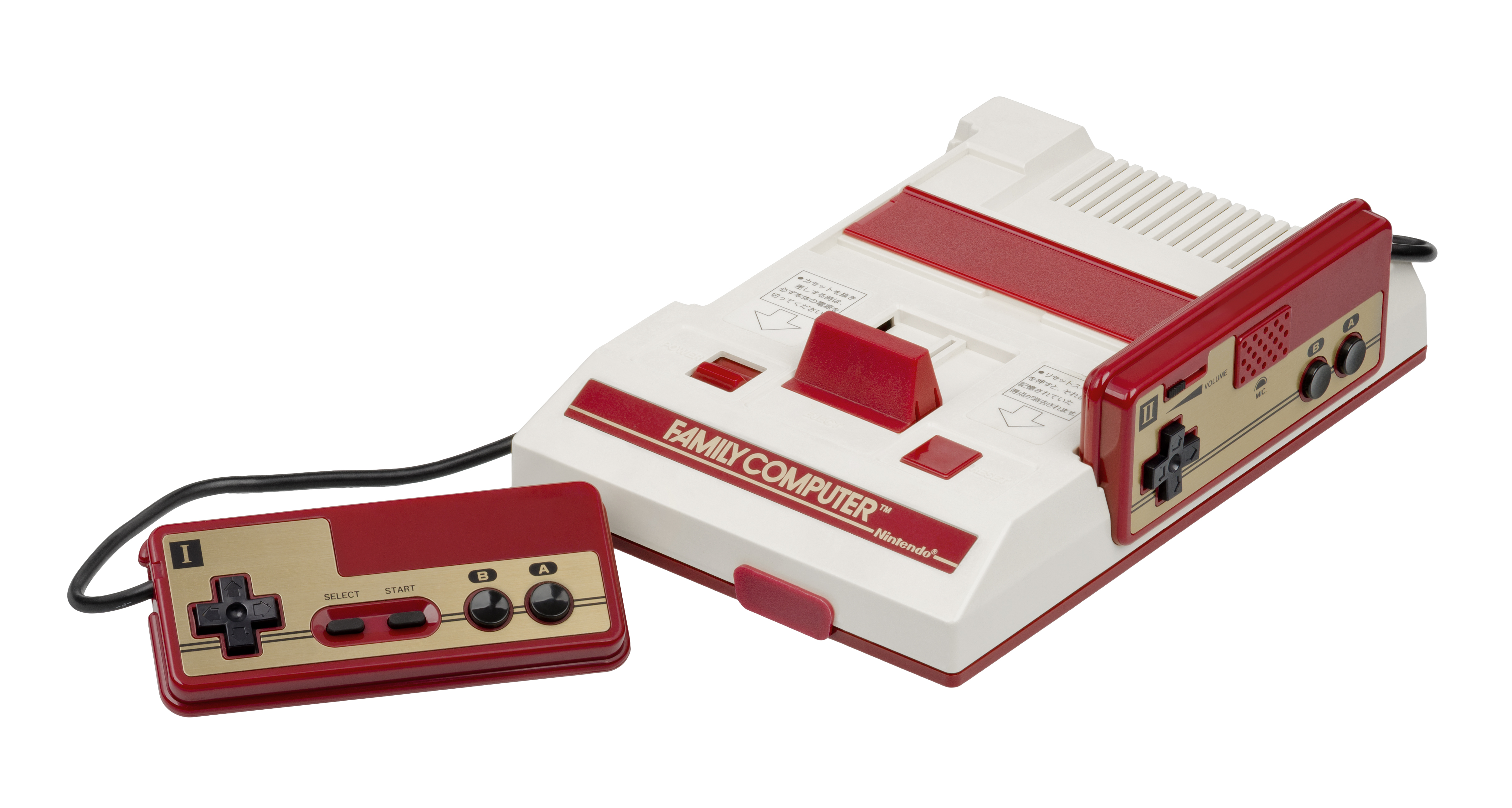
ナムコはハドソンに次ぐファミコン初期サードパーティの1社で、『ゼビウス』などアーケードゲームの移植でファミコン本体の売上にも大きく貢献した。

1983年7月、任天堂はカセットを交換することで様々なゲームを楽しめる家庭用ゲーム機「ファミリーコンピュータ（ファミコン）」を発売した。立ち上げ時は『ドンキーコング』など任天堂の人気アーケードゲームの移植作がリリースされた。ナムコは1983年12月から「ナムコット（NAMCOT）」のブランド名でコンシューマー（個人・家庭用ゲーム）市場に参入していたが、MSXやソードM5への移植作の売上が数千本程度と振るわなかったこともあり、ファミコンでの展開は様子見であった。だが社長中村から「こっち（ファミコン）はもっと綺麗な絵が出るのになんでやらないんだ？」との発言があり、開発一部長の石村繁一が開発部員へファミコンの解析を指示しファミコンソフトの開発がスタートした。当時入社間もない宇田川治久と開発一課課長だった平岡一邦らによって「CPUは6502ではないか」など任天堂側から仕様などを受け取ることなく自力での解析が進められ、1984年3月末にはプログラム構造などを解析し終えてファミコン版『ギャラクシアン』の試作が完成した。石村によると社長の中村自ら試作品を手に任天堂の社長山内溥と販売交渉をおこなったという。当初サードパーティーの参入自体を想定していなかった任天堂にとってナムコの申し出は想定外の事態であり、ライセンス契約なども準備できておらず、結果ナムコは「任天堂の商標「ファミリーコンピュータ」を使用すること」「任天堂がシステムの改良を行う場合にはその技術情報をナムコに提供すること」などの条件で任天堂と5年間のロイヤリティ契約を結び、自社でカートリッジを製造できるなど、いくつかの優遇条件も契約に盛り込んだ。
1984年8月1日に任天堂と契約を交わしたナムコは、第1作目として9月にファミコン版『ギャラクシアン』を発売、11月には『パックマン』、『ゼビウス』、『マッピー』の3タイトルをリリースした。アーケードゲームと遜色ない水準で移植されたナムコのファミコンソフトは人気となり、特に『ゼビウス』は販売本数が100万本を超え、ファミコンのキラータイトルのひとつとなった。1983年には約50万台だったファミコン本体の販売数は、1984年になりナムコやハドソンといったサードパーティーの開発したソフトがヒットして同年12月末には本体販売数が約211万台まで急増した。これを見て、任天堂山内はナムコ中村や石村と面会した際「わけが分からないことが起こっている…。作れるということと、作っていいこということは別だ」と述べたという。
家庭用ゲーム事業は業績好調でナムコにとって収益の大きな柱となり、ナムコが本社を1985年に大田区矢口に移転した際にはファミコン版ゼビウスの収益によって自社ビル建設費が賄われたとも噂された。1985年には携帯型意思伝達装置「トーキングエイド」を販売し福祉事業にも参入した。
1983年に始まり1985年にNESが発売されて収束した北米ゲーム市場の崩壊（いわゆるアタリショック）発生の時点で、アタリ社は事実上倒産崩壊状態となっていた。幾度となく経営難に陥り業界における支配力を失った後、親会社のワーナー・コミュニケーションズは同社のパソコンおよび家庭用ゲーム機部門をコモドールインターナショナルの創業者であるジャック・トラミエルに売却、トラミエルは保有するトラメルテクノロジー社をアタリ・コーポレーションに社名変更して業務を引き継いだ。ワーナーはアタリのアーケードゲーム部門とコンピューターソフトウェア部門を統合し社名を「アタリゲームズ」へと改称した。ナムコ・アメリカは1985年2月4日、アタリゲームズ株の60％を取得し、ワーナーは残りの40％を保有した。
だが買収後まもなく中村はアタリゲームズへの関心と忍耐を失っていった。中村はアタリをナムコの競合相手とみなすようになり、アタリに資金や経営資源を投入することもためらうようになった。またワーナー・コミュニケーションズと所有権を共有することを嫌った。中島は中村の日本におけるアタリ製ゲームの販売姿勢に次第に不満を募らせるようになり、会社の方向性をめぐって意見の衝突が絶えなかった。アタリゲームズの過半数株取得を失敗と判断したナムコ・アメリカは、1987年、持ち株の33％を中島率いるアタリゲームズの社員グループに売却した。この機会に中島はナムコ・アメリカを辞職してアタリゲームズの社長に就任し、ワーナーとトラミエルの協定によって家庭用ゲーム市場に参入できないアタリゲームズに代わるゲーム販売会社（パブリッシャー）テンゲンを設立した。
ナムコは日本では急成長を続けた。1986年12月発売のファミコン用ソフト『プロ野球ファミリースタジアム』は大人気作となり、250万本の売り上げを上げた。データをリニューアルした『プロ野球ファミリースタジアム'87』も200万本を売り上げた。1986年1月、イタリアントマトを買収し外食産業に参入し、お菓子を景品としたプライズゲーム機『スウィートランド』をリリースした。
1987年12月に稼働開始したアーケードゲーム『ファイナルラップ』はこの時期のナムコ最大のヒット作のひとつとなった。最大8台までの筐体を「データリンク」することで複数人による同時プレイを可能にした初のアーケードゲームである『ファイナルラップ』は当時日本で最も利益を上げたアーケードゲームで、その後10年間アーケードゲーム売上チャートの上位にランクインし続けた。こうして1987年3月期の決算は314億円（内訳は家庭用製品売上が141億円で44.8％、娯楽施設収入が135億円で42.9％など）となり、ナムコは1988年1月に東証2部上場を果たした。
アーケードゲームでヒット作が続き、アーケード部門では研究開発部門への潤沢な投資がなされた。こうした中で最初にリリースされたアーケードゲーム『メタルホーク』（1988年12月稼働開始）は、ゲームの動きに合わせて筐体が動く「体感ゲーム」で、開発コストが高額なため大量生産は困難で商業的には成功しなかったが、ナムコはよりスケールの大きな筐体体感ゲームの開発に邁進した。ナムコは映画産業にも参入しており、1988年にはゲーム『未来忍者』の映画版（外伝）として制作した映画『未来忍者_慶雲機忍外伝』が公開された。1988年11月に稼働開始したホラー映画のような描写が特徴の横スクロール・アクションゲーム『スプラッターハウス』や、モグラ叩きの進化形であるエレメカ『ワニワニパニック』など魅力あるゲームをリリースした。
1989年に発表したアーケードゲーム基盤「SYSTEM21」は、ポリゴンを使用した3Dグラフィック機能を搭載した最初期のアーケード基盤で、「ポリゴナイザー」とも呼ばれ、ナムコはレースゲーム『ウイニングラン』（1989年2月稼動）でその能力を披露した。プレイヤーの運転に合わせて揺れ動くアーケード筐体は、「プログラミング技術の点でも画期的な製品」と評価され、メディアからも大きな注目を集めた。『ウィニングラン』の商業的な成功により、ナムコは3Dゲームのハードウェア研究を推し進めた。

### 異業種への展開（1989年 - 1994年）
ナムコは1980年代後半のファミコンブームに乗って家庭用ゲーム市場でヒット作を量産し、1989年までにはファミコン及びNESゲームの売上がナムコの年間売上の40％を占めるようになった。一方で米国でのNES用ソフト販売を巡っては、1988年11月に京都地裁に仮処分を申請し、同年12月にアタリゲームズとテンゲンが米国任天堂と任天堂に対し反独占訴訟（Atari Games Corp. v. Nintendo of America Inc.）を起こしたことで、米国市場に進出するタイミングを逃していた。
こうした中、1984年8月に結んだナムコと任天堂のライセンス契約が1989年7月末に5年の更新期限を迎えようとしていた。ナムコはライセンスを同じ内容で更新しようとしたが、任天堂はナムコがもともと持っていた「自社でカセットを生産する」などの優遇条件を撤回しない場合、契約更新はしないと通告した。任天堂山内が、ナムコを含むすべての会社が同じガイドラインに従わなければならないと決めていたためであった。
この決定に激怒した中村は、任天堂ハードを捨てて他の競合ハード向けのゲーム制作に専念するとの意向も示したが、当時95%と圧倒的に家庭用ゲーム市場を占有していた任天堂には抗えず、結局は相手の要求を呑む形で契約を締結した。こうしたナムコの姿勢に対し山内は雑誌『財界』のインタビューで「要するに、うらやましい、ねたましいということですよ。市場を独占しているというが、自由競争の結果だから仕方ない。」と述べ「もし、任天堂に不満があるなら、彼らが独自でやっていける市場を開拓すればいい。それが普通の経営者がとるべき道」と語った。

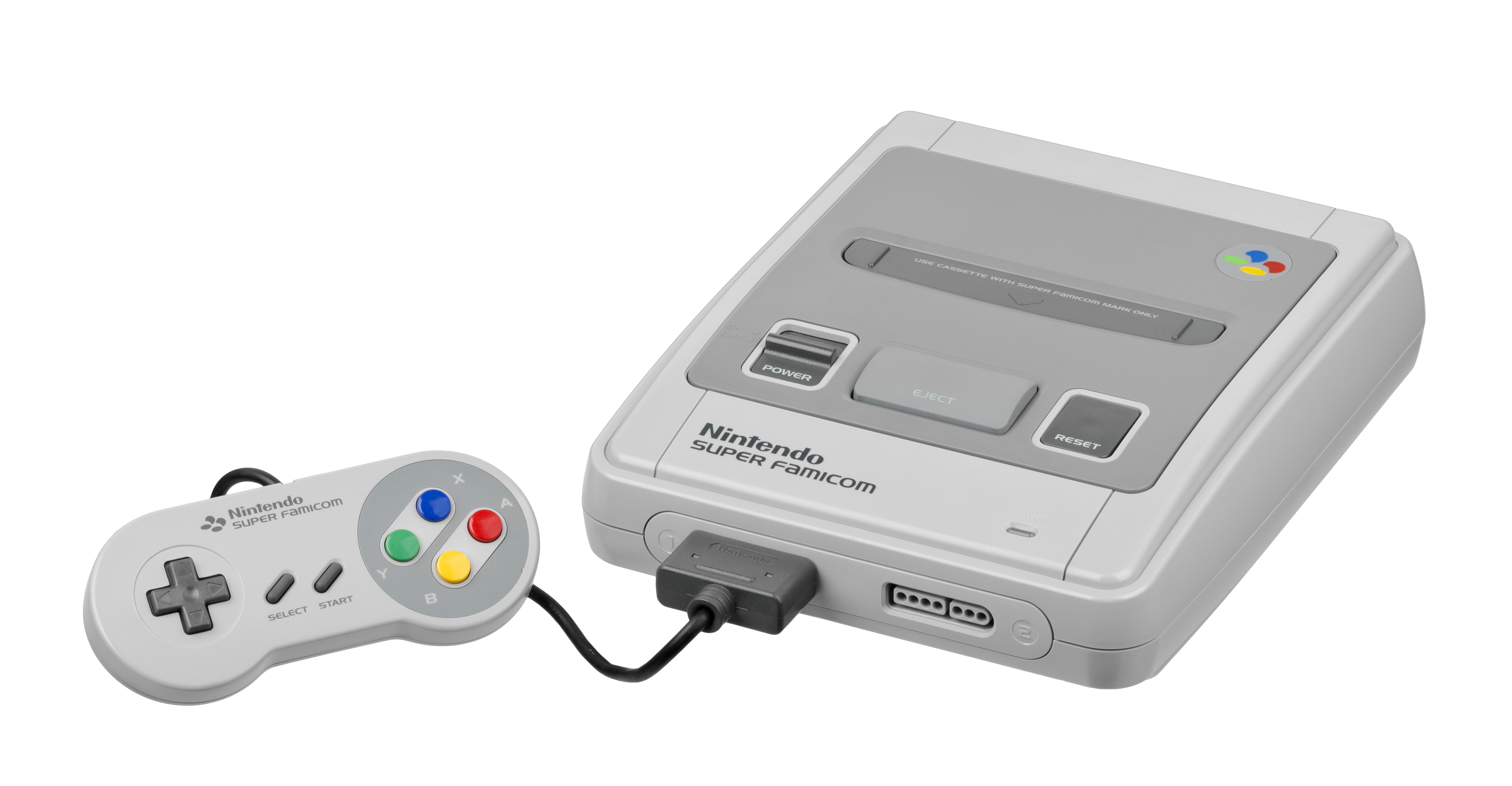
ナムコはポストファミコンを見据え、1987年ごろから1991年～92年にかけて自社製の家庭用ゲーム機開発（ナムコ幻の家庭用ゲーム機「NC-1」とも呼ばれた）にも着手した。

ナムコは以降も任天堂ハード向けのゲーム制作は続けたが、その比重はPCエンジンやメガドライブなど他ハードに徐々に移っていった。1989年4月には、ナムコがファミコンに代わる次世代ハード開発の可能性に触れた報道もあった。当時この幻のナムコ製家庭用ゲーム機開発のメイン担当であった石村繁一によると、任天堂との5年の契約更新を迎え「このままファミコンを続けるのか、新たに自社ハードを興して家庭用をやるか」を検討したものの、供給するソフトの問題と金銭的な問題から実現は困難と判断したという。
業界団体日本アミューズメントマシン工業協会（JAMMA）会長など中村の外部業務が多忙であったことから、1990年5月2日取締役会での内定および6月28日株主総会での正式決定を経て専務取締役であった真鍋正が中村の後任として2代目ナムコ社長に就任し、中村は代表権のある会長に就いた。その2ヵ月後、タイムワーナーにナムコ・アメリカのアタリゲームズ株式の残り40％を売却し、ナムコ・アメリカはアタリゲームズとの関係を解消した。この見返りとしてナムコ・アメリカはアタリのアーケード経営部門であるアタリオペレーションズを譲り受け、全米でビデオ・アーケードを運営できるようになった。ナムコは北米でアタリを通すことなく米国子会社ナムコ・アメリカから直接ゲームを販売するようになった。
1990年8月、ナムコ・アメリカの家庭用ゲーム部門としてナムコ・ホームテックが設立された。アタリゲームズやテンゲンとの関係があったため、任天堂NESのサードパーティになる資格がなく、ナムコ・ホームテックを通じてはセガ「ジェネシス（『メガドライブ』の北米販売名）」用ソフトが米国で販売された。日本では1990年4月から国際花と緑の博覧会（「花博」）が開催され、ナムコは遊園地部分の「マジカルクロス」に設けられたアミューズメント施設に、最大28人が同時プレイできるシューティングゲーム『ギャラクシアン3』とダークライド式アトラクション『ドルアーガの塔 』の2機種を出展した。この二つのアトラクションは好評で商業的にも成功し、花博でも最も人気のあるアトラクションとなった。
1991年9月2日、東証1部に昇格。中村は「大変満足しております」としながらもコンシューマ市場について任天堂などハード側が大きな力を持つに至った点は「残念ながら読めなかった」と反省点を述べ、「当初のコンシューマ市場は1企業の独占色が強過ぎました」「正しい競争原理に基づく環境をつくって行くことが必要」と述べた。なお石村繁一は当時を振り返り「時代が昭和から平成になり、上場して、企業の収益だとか存続性だとかいったことが重要視されるようになって、方向性が変わっていったような気がします」と述べている。
アーケードゲームでは、1991年に映画のような映像表現が特徴の3DCGガンシューティングゲーム『スターブレード』をリリースした。1991年10月の「ゲームマシン」誌ベストヒットゲーム25によれば、アップライト、コックピット型TVゲーム機部門の1位から6位までを、この『スターブレード』を筆頭にナムコゲームが占めた。
1992年2月、東京都世田谷区二子玉川の二子玉川タイムスパークにテーマパーク「ナムコ・ワンダーエッグ」をオープンした。同地は1985年に閉園した遊園地「二子玉川園」跡地の再開発計画がまとまらず遊休地となっており、花博でのナムコの成功を見た東急グループが期間限定のアミューズメント施設運営をナムコに提案する形で構想がスタートした。当時の担当役員であった東純は二子玉川という街の特性から「仕事帰りの女性やカップルを取り込むことが不可欠」と考え、「日常のすぐ隣にある非日常 -"渋谷から15分の非日常"」をコンセプトに計画を指揮した。「都市型テーマパーク」と形容されたワンダーエッグは、日本で初めてゲームメーカーが運営した遊園地であった。花博で出展した『ギャラクシアン3』と『ドルアーガの塔』に加え、カーニバルアーケード、メリーゴーランド、モーション・シミュレーター、そして一般公開された初のフライト・シミュレーターである『ファイターキャンプ』などが設置され、来場者数は順調に伸び、来場者数は開園から数カ月で50万人を超え、その年の終わりには100万人を突破した。この結果、1992年9月の中間決算ではオペレーション収入が36%増加し決算見込みも上方修正された。ナムコはまた、大阪の大型アミューズメント施設「プラボ千日前店」のような、全国各地にある大型複合エンターテインメント施設向けの小規模屋内テーマパークも展開した。

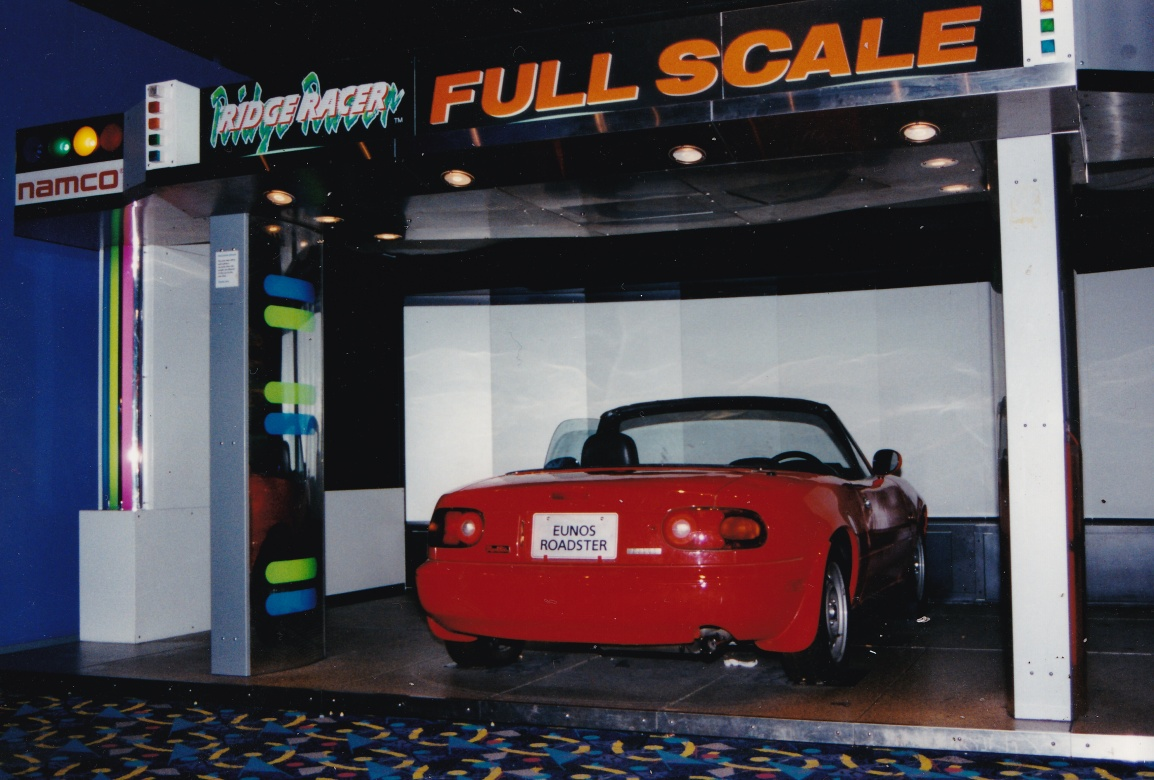
リッジレーサーフルスケール筐体。当時人気だったスポーツカー「ユーノスロードスター」の実車を筐体に使用した。

1992年3月31日の取締役会で、真鍋が「職務遂行上、体力的な不安があるため」として社長職を退き、中村雅哉が再度会長兼任で社長に就任することが決まった。真鍋は副会長に就任したが、1994年に大腸がんのため62歳で死去した。社長業に戻った中村は1992年5月にJAMMA会長職を退き、後任のJAMMA会長にはセガの中山隼雄が就任した。
ナムコのアーケード部門はこの頃ポリゴンの3Dモデルをフルテクスチャのグラフィックで表示できる新たなアーケード基板「SYSTEM22」開発を行っており、基盤開発支援として米国防総省ペンタゴンのコンバット・フライト・シミュレーターの設計を担当したエバンス・アンド・サザランド社に協力を依頼した。1992年12月にはナムコの子会社ナムコ・アメリカが全米276箇所でゲーム場を運営するアラジンズ・キャッスル社を買収するなど、海外でも事業拡大を続けた。1993年、負債総額644億で会社更生法の適用を申請し事実上倒産した株式会社にっかつの事業管財人に中村雅哉が就任した。
1993年、「SYSTEM22」を使用したアーケードレースゲーム『リッジレーサー』が稼働開始。3Dテクスチャー・ポリゴンを駆使したグラフィックとドリフト走行の再現で人気を博した、ナムコで最も成功したゲームタイトルのひとつで、3Dコンピュータグラフィックスゲームの金字塔ともいわれる。翌1994年12月に発表された3D格闘ゲーム『鉄拳』もヒットした。後にバンダイナムコスタジオ社長となる中谷始を中心に開発が進められ、セガの大ヒット格闘ゲーム『バーチャファイター』のディレクションを担当した石井精一もナムコに移籍して開発に加わった『鉄拳』は、プレイできるキャラクターの豊富さやプレイの爽快感などで次第に他の3D格闘ゲームを上回る人気を獲得し、後に世界累計販売本数が5000万本を超える人気シリーズ（『鉄拳シリーズ』）となった。

### ソニーとの提携（1994年 - 1998年）

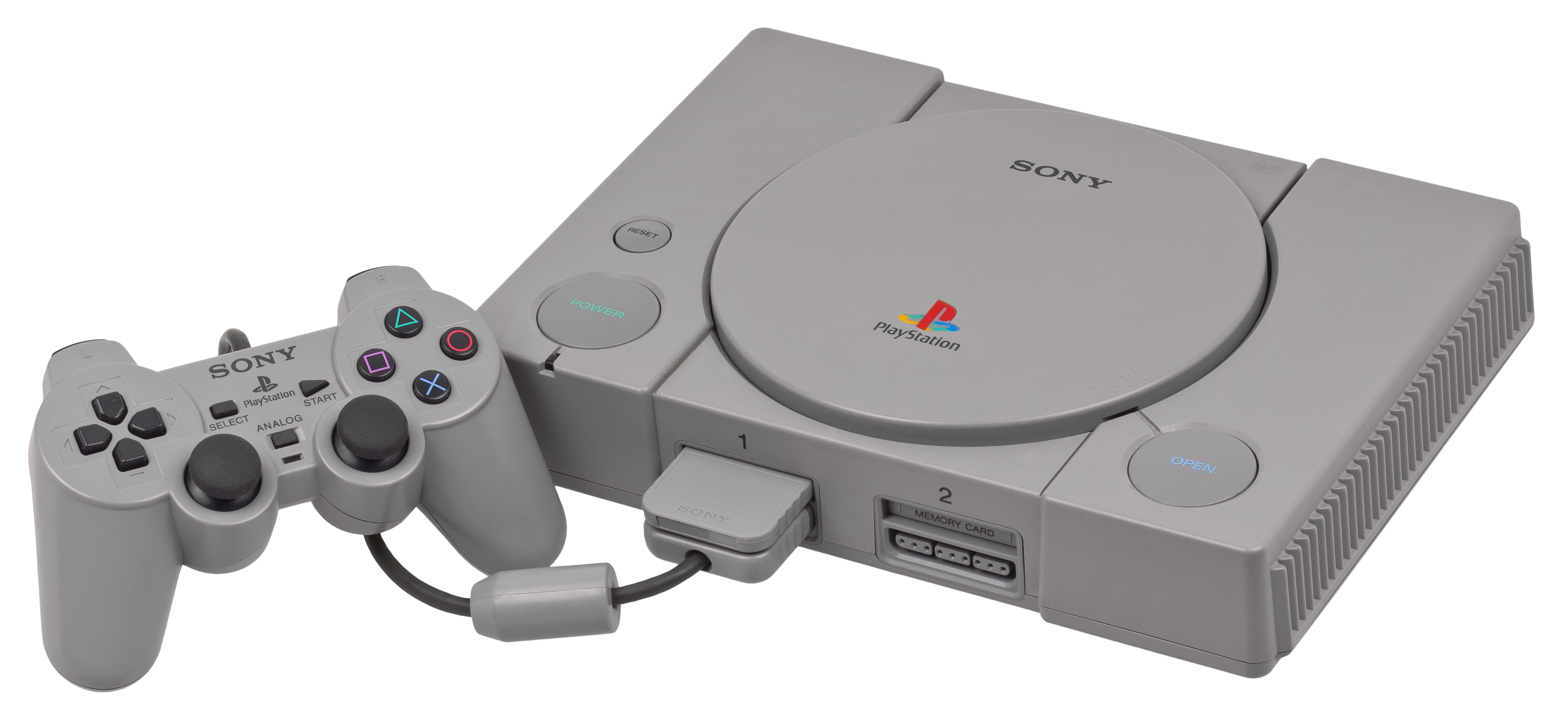
ナムコはPlayStation最初期のサードパーティーの1社で、同ハードの初期段階での普及に大きく貢献した。

1993年10月、ソニーは同年11月にソニー・コンピュータエンタテインメントを設立し家庭用ゲーム機市場に参入することを発表した。このゲーム機は、1988年に任天堂とソニーが共同でスーパーファミコン用のCD-ROMベース周辺機器を開発する計画から始まった。ソニーが計画全体の主導権を握ることを恐れた任天堂は密かにこの周辺機器計画を破棄し、ソニーは改めて独自の自社製ゲーム機としてプレイステーションを設計開発することを選択した。
独力でゲームを制作するリソースが不足していたソニーは、プレイステーション用のソフトウェア開発支援をサードパーティ各社に呼びかけた。これを受け、任天堂やセガとのライセンス契約条件に不満を抱いていたナムコは、1993年11月にプレイステーションにゲームソフトを供給することに同意したことを発表しプレイステーション最初のサードパーティとなった。当時アーケードで最も人気のあったレースゲーム『リッジレーサー』の移植を開始した。
プレイステーションは日本で1994年12月3日に発売され、ナムコはローンチタイトル（ゲーム機と同時に発売されるタイトル）として『リッジレーサー』を同日発売した、プレイステーションは発売日だけで出荷台数10万台が完売したが、ナムコの『リッジレーサー』はプレイステーション初期の成功に貢献し、プレイステーションが競合するセガサターンよりも優位に立った要因のひとつともされる。
ナムコでは家庭用ゲームソフトのブランドとして「ナムコット」を使用してきたが、日本で1995年3月に、世界で11月に発売されたPS版『鉄拳』がナムコット最後のゲームとなった。『鉄拳』はプレイステーションと互換性を持つアーケードゲーム基板「SYSTEM11」を採用した初のゲームであり、家庭用ゲーム機でアーケードゲームのクオリティをほぼ完全に再現することができた。PS版『鉄拳』は発売後数か月で50万本を出荷し、ゲーム機本体の普及に貢献した。シリーズ2作目となる『鉄拳2』は、1995年8月に業務用が稼働開始し1996年3月には家庭用（プレイステーション版）が発売され、プレイステーションでは初めて国内販売のみでミリオンセラーを達成するなど、前作『鉄拳』を上回るヒット作となった。
ソニーはプレイステーション普及におけるナムコの貢献度の高さを認め、北米での初期の販促物には「PlayStation： Powered by Namco」というキャッチフレーズを採用した。ナムコが自社製ハードを開発中に得たノウハウを元に設計されたコントローラーネジコンなど、ナムコにはゲーム機の周辺機器コントローラーを開発する権利も与えられた。ナムコはセガサターンや3DO向けにもゲームを開発する契約を結んでいたが、コンシューマー向けソフトの制作は以降10年間プレイステーションに集中していた。
一方業務用では、1995年に稼働開始した『アルペンレーサー』はアルペンスキーを体感できる3Dゲームで、同年の米アミューズメント＆音楽事業者協会（Amusement & Music Operators Association、AMOA）の博覧会で「Best New Equipment（優良新製品賞）」を受賞した。ガンシューティングゲーム『タイムクライシス』ではペダルを踏むとプレイヤーキャラが屈み遮蔽物に身を隠すというシステムが導入されて後のジャンル全体のスタンダードを確立するのに貢献し、『プロップサイクル』は、プレイヤーがペダルを漕ぐ自転車型の筐体が話題となった。
1995年12月にスーパーファミコン用ソフト『テイルズ オブ ファンタジア』を発売（開発はウルフ・チーム）。漫画家藤島康介の描く魅力的なキャラクターなどが話題となった。1997年にはキャラクター原案にいのまたむつみを迎えたPS用ソフト『テイルズ オブ デスティニー』を発売して100万本を超えるヒット作となり、以降も『テイルズ オブ』を冠するタイトルやリメイク作がリリースされ人気シリーズとなっていった（『テイルズ オブ シリーズ』）。ナムコは後に開発元のウルフ・チームを吸収して2003年3月ナムコ・テイルズスタジオを設立した。1996年7月6日、池袋サンシャインシティにワンダーエッグに続く都市型テーマパーク「ナンジャタウン」をオープン。「ナンジャ」は「ナムコのエモーショナル・デジャビュ（原体験の既視感覚）」という意味の造語で、ノスタルジックな装飾を施した空間に様々な「遊び」を仕掛けた施設となった。
ナムコ・ワンダーエッグにあったオーディション体験型ゲームアトラクション『スタアオーディション』は、日本でメディア・センセーションを巻き起こした。1996年にナムコ・サイバーテインメントと改称したナムコ・オペレーションズは、4月にエジソン・ブラザーズ・ストアーズ・アーケード・チェーンを買収、また、日本のアーケードにおけるICカードの違法コピーへの対抗手段としてゲーム料金の後払いシステムを導入した。
1997年11月に開催されたNINTENDOスペースワールド'97において、ナムコは『ファミリースタジアム』シリーズの野球ゲームであるNINTENDO 64用ソフト『ファミスタ64』を出展したが、N64でのナムコソフトはこれ1本のみであった。任天堂山内は「N64はソフト不足やRPGが無いからダメだと言われるが、愚作・駄作の大量生産は業界の崩壊を招く」としてソフトの少数精鋭主義をとっていた。
1998年10月、長年のライバルであったセガが新たに発表した家庭用ゲーム機ドリームキャストにナムコ作品を投入することを発表、米IGN誌は「この業界で久々に目にした最も素晴らしい業務提携」と評した。当時ナムコは主にソニーのハード向けにゲームを開発しており、プレイステーション最大のサードパーティーの1社であったため、一部報道関係者はこの発表に驚いた。1998年、ナムコはプレイステーションベースのアーケード基盤「SYSTEM12」で開発された武器格闘ゲーム『ソウルキャリバー』をリリースし、1999年には同作のドリームキャスト移植版を発売した。DC版はグラフィック面の強化や新しいゲームモードが搭載され、ゲームとしてアーケード版よりも優れているとも評価された。DC版『ソウルキャリバー』は100万本以上を売り上げて複数の賞を受賞し、ドリームキャストの初期の成功に貢献した。

### 経営危機と機構改革（1998年 - 2005年）
バブル崩壊後の日本の不況の影響で消費者がゲームに費やす時間が減りゲーム需要が減少する中、ナムコでも1997年3月に稼働開始した業務用『鉄拳3』が好評で家庭用『鉄拳2』も累計300万本を超えるヒットとなりながら不況によるオペレーターの投資抑制のため業務用部門が大幅減収となるなど苦戦を強いられ、1998年3月期決算は大幅な減収となった。米国子会社のナムコ・サイバーテインメント社も8月に米連邦倒産法第11章の適用を申請し、会社更生手続きに伴い北米で運営していた業績不振のゲームセンター数百店の閉鎖を余儀なくされた。1998年のアニュアルレポートでは業務用機器販売が26.3％減少したことが報告され、個人消費の低迷がその一因とされた。
翌1999年3月期決算も『タイムクライシス2』（1998年4月稼働開始）や『ソウルキャリバー』といった人気作があったものの業務用部門が振るわず、連結での経常利益が31.5%減となるなど大幅な減益となった。こうした中、アーケードゲーム市場やコンシューマーゲーム市場からの多角化を図り、『パックマン』や『ギャラクシアン』などのアーケードゲームを移植したiモード用ゲームサイト「ナムコ・ステーション」を1999年10月に開設して携帯電話ゲーム市場に参入した。当時ナムコはプレイステーション用ソフトの開発に注力していて携帯電話ゲーム開発への人員確保が危ぶまれたが、石村繁一がプロジェクトを担当し「Mr.ドットマン」小野浩がiモードでドット絵技術を発揮するなど力量あるスタッフのサポートを得てリリースにこぎつけ、オープン時にはサーバーの処理が追い付かなくなるほどの人気を博した。また他方では、後に『ゼノサーガシリーズ』を開発するゲーム開発子会社モノリスソフトを、ナムコが資本金の90％を出資する形で1999年10月に設立した。業務用機器として、プレイステーション「メモリーカード」用スロットとドリームキャスト「ビジュアルメモリ」用スロットを搭載し家庭用ゲーム機とのデータ互換を実現したアーケード筐体「サイバーリードII」など、プレイヤーを惹きつける斬新なコンセプトをアーケード部門に導入し続けた。
1999年11月にはパチンコ機用の液晶ユニット供給を開始し、奥村遊機から「CR忍パチくんEX2」が発売された。

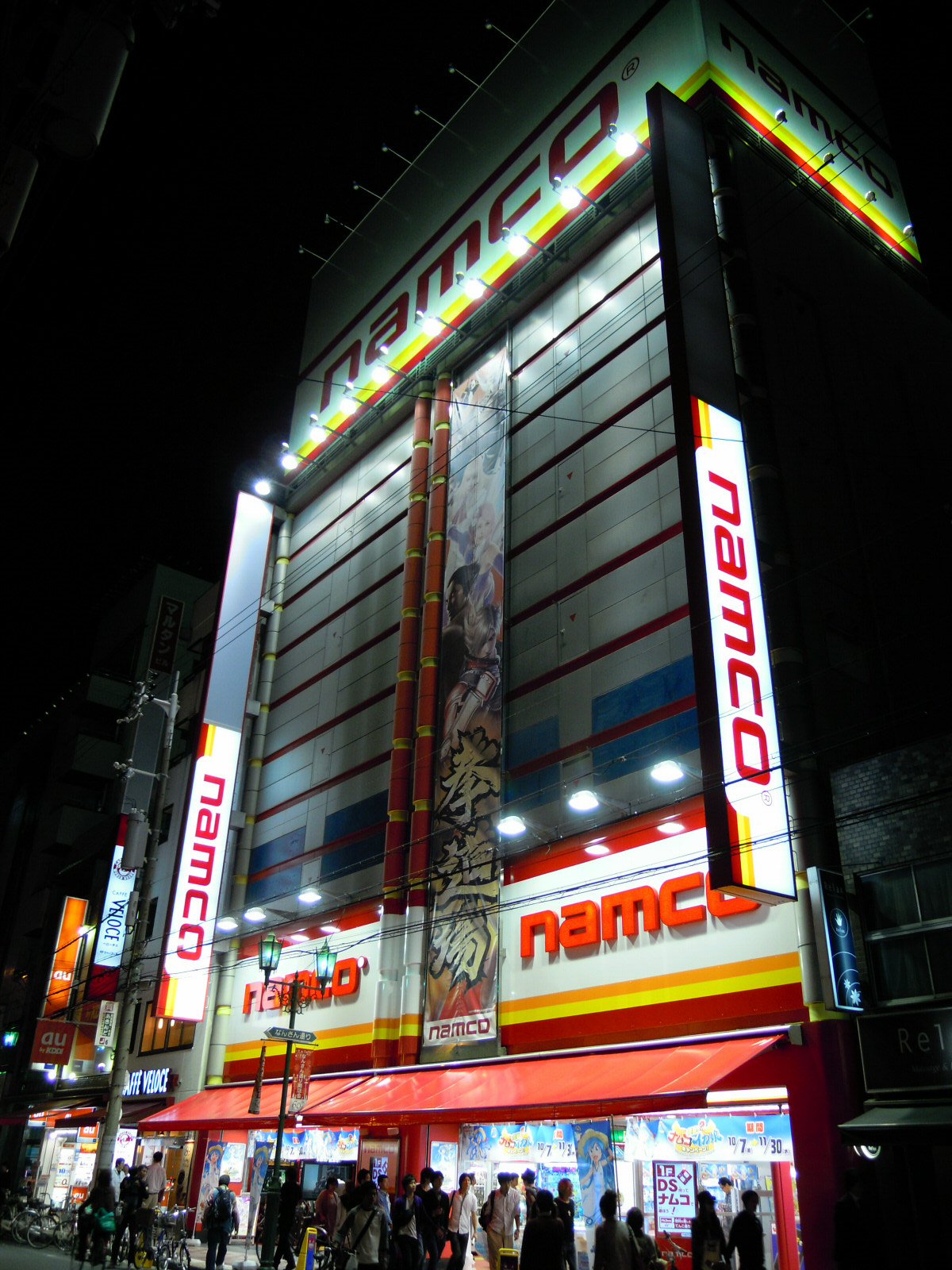
ナムコ大阪日本橋店

2000年代に入ってもナムコの財政的苦境は続いた。2000年3月期決算は、連結では増収増益となったものの業務用部門の売り上げが20%減、家庭用ソフト売上は17.4%減となるなど単独では減収減益となり、2001年3月期についても家庭用で現行ハード用が大幅減となることから減収減益が予想された。11月に発表された中間決算では中間損失35億8千9百万円の減収赤字となり、2001年3月期決算では21億円の赤字の見込みと報じられた。
2000年3月4日にPlayStation 2が発売され、ナムコもローンチタイトルとして3月4日に『リッジレーサーV』を発売し、以降もPS2用に『鉄拳タッグトーナメント』（3月30日）、『MotoGP』（10月20日）、『7〜モールモースの騎兵隊〜』（12月21日）をリリースした他、アーケード版からの移植作としてアクションパズルゲーム『ミスタードリラー』をプレイステーション・ドリームキャスト・ゲームボーイカラーで展開（2000年6月29日発売）したが、家庭用ゲーム部門は計画を下回る結果となった。ナムコは業界アナリストを招いたイベントで、苦境の原因を日本経済の低迷とアーケードゲーム市場の縮小によるものと説明した。2000年12月31日、通算入園者数が600万人以上となった都市型テーマパークワンダーエッグ3が、運営期間の満了に伴い閉園となり、さらに売り上げが水準以下のゲームセンターを国内では18店、北米では14店閉鎖した。
2001年2月、ナムコは業績予測を修正し、2001年3月期の純損失を65億円、売上高は前年比95％で減収赤字との見通しを発表した。これを受けてナムコは、開発戦略を再編成して既存フランチャイズに注力し、「早期退職」として従業員250人をリストラする一方、専務の髙木九四郎を4月1日付けで代表権のある副社長に据えるなど経営陣を一部交代し、さらに任天堂ゲームキューブおよびマイクロソフトXbox向けゲームの製作を発表するなど収益拡大のため企業構造の改革を図った。
業務用部門では、2001年2月に稼働開始した太鼓を叩くリズムゲーム『太鼓の達人』が幅広い客層に受け大きな反響を呼んだ。『太鼓の達人』は以降曲の追加や筐体の改善などアップデートを続け、ナムコの人気シリーズのひとつとなった。
北米でのゲーム開発・販売などを手掛けていたナムコ・ホームテックでは、製品の質が十分ではないとして研究開発部門が閉鎖された。
認知リハビリテーション用の電子機器や旅行代理店のウェブサイトなど、ナムコはビデオゲーム以外の部門へも継続的に業務を拡大し、やがてこれらの事業を管理するナムコインキュベーションセンターが設立されることとなった。インキュベーションセンターはゲームスクール「ナムコ・デジタルハリウッド・ゲームラボ」を開校したが、後のヒット作『塊魂』（2004年）はこのデジタルハリウッド・ナムコ校でプロトタイプがつくられた。
2002年5月1日、会長兼社長であった中村雅哉が社長を退任し（会長職には留まった）、副社長であった髙木九四郎が後任の社長に就任した。この前後からナムコでは他社との提携や合併、経営統合に向けた動きが見られるようになった。2001年4月、ナムコは『ファイナルファンタジー』を開発したスクウェアと『ドラゴンクエスト』を開発したエニックスとの間で、ナムコ中村雅哉、スクウェア元社長宮本雅史、エニックス会長福嶋康博の三者が相互に保有株式の一部を持ち合うという3社提携を発表した。2002年ごろからは、ドリームキャストの商業的失敗にあえぐセガにアプローチした。ナムコはセガの開発チームと豊かなタイトル群に興味を持ち、両社の統合によって競争力が高まると考え、2003年4月に統合を申し入れた。だがセガはこの時すでにパチンコメーカーのサミーとの合併を協議中であった。結果サミーとセガの統合も一旦白紙に戻り、ナムコもセガとの合併案を撤回した。この頃パチスロメーカーの山佐とも提携し、『鉄拳R』（2004年）や『祭の達人 ウィンちゃんの夏祭り』（2005年）といったパチスロ機を共同開発している。
2004年6月1日、ナムコは創業50周年記念パーティーをホテルオークラで開催した。森喜朗前首相が来賓挨拶を行い、SCE久多良木健が「プレイステーションが1億台を達成できたのはナムコのゲームソフト、『リッジレーサー』のお陰」と謝辞を述べ、子会社日活の関係から小林旭や役所広司といった著名俳優も出席するなど盛大なパーティーとなった。
このパーティーが催される2か月前、バンダイの新浅草ビル落成記念パーティーが開催され、中村雅哉も出席した。パーティー出席のお礼として2日後に中村の元を訪ねたバンダイ社長高須武男は「世界のエンターテインメント企業と互角に闘う為にはお互いに規模が小さい」として中村にバンダイとナムコの事業提携を持ち掛けた。中村は提案自体には興味を示したものの、50周年記念事業中であるとして話を一時棚上げにした。
同年末、12月24日が中村雅哉の誕生日であることを耳にした高須は誕生祝としてナムコ会長室を再訪、ナムコとバンダイの赤いロゴで飾ったバースデーケーキを贈り「この「バースデーケーキ」の意味お分かり頂けますよね……是非、一緒に同じステージに乗りませんか？」と直談判した。これを受け中村は「そろそろ、例の話し合いを再開しましょうか」と応じ、両社の統合への話し合いが再開した。

### バンダイとの経営統合（2005年 - 2006年）
2005年初頭からナムコはバンダイとの経営統合協議を開始した。両社は一年前、ナムコがバンダイの子会社であるバンプレストと共同で『機動戦士ガンダム』を題材にしたPS2用ゲーム『機動戦士ガンダム 一年戦争』を開発しており、バンダイ高須がナムコ中村に「ゲームだけでなく本格的な業務提携ができないか」と話したのがきっかけであった。バンダイはナムコのゲーム開発技術に関心を示し、セーラームーンやたまごっちのような収益性の高いキャラクターフランチャイズとの組み合わせで業界における競争力を高めることができると考えた。2005年4月1日、石村繁一が髙木の後任としてナムコ社長に就任、中村は会長職に就いた。中村からは石村に対し「2005年4月1日からお前が社長だから」との声かけがあったという。2005年5月2日、ナムコとバンダイは各々取締役会を開催し、共同持株会社を設立して経営統合することを決議した。9月29日、持株会社バンダイナムコホールディングスが設立され、バンダイとナムコは、両社の執行部門が統合された後、それぞれ子会社となった。ナムコ副会長髙木久四郎がバンダイナムコホールディングス会長に就任した。統合後新会社の売上高は4,580億円（43億4,000万ドル）と推定され、バンダイナムコは任天堂、セガサミーホールディングスに次ぐ日本第3位のゲーム会社となった。
親会社が経営統合に向けた準備を進める中、ナムコは2005年に新発売されたマイクロソフトの家庭用ゲーム機Xbox 360のローンチタイトルとして『リッジレーサー6』をリリースし、任天堂と共同でアーケードゲーム『マリオカート アーケードグランプリ』（2005年12月稼働開始）を開発するなど通常業務を継続した。2005年7月稼働開始のアイドル育成シミュレーション・リズムゲーム『THE IDOLM@STER』は日本で大きな成功をおさめ、ナムコの生んだ新たなIPコンテンツ（アイドルマスターシリーズ）へと成長していった。また「リラクゼーションをエンターテインメントに」としてナンジャタウンにマッサージ店「りらくの森」をオープンさせた。2005年7月21日、ナムコは創立50周年記念イベントの一環として、プレイステーション2ゲーム『ナムコレクション』を発売した。『パックマン』誕生25周年を記念したニンテンドーDS用パズルゲーム『パックピクス』を発売したほか、2006年3月からは『テイルズ オブ シリーズ』をベースにしたアクションロールプレイングゲーム『テイルズ オブ エターニア オンライン』をリリースし多人数同時参加型オンラインゲーム（MMO）市場にも参入した。

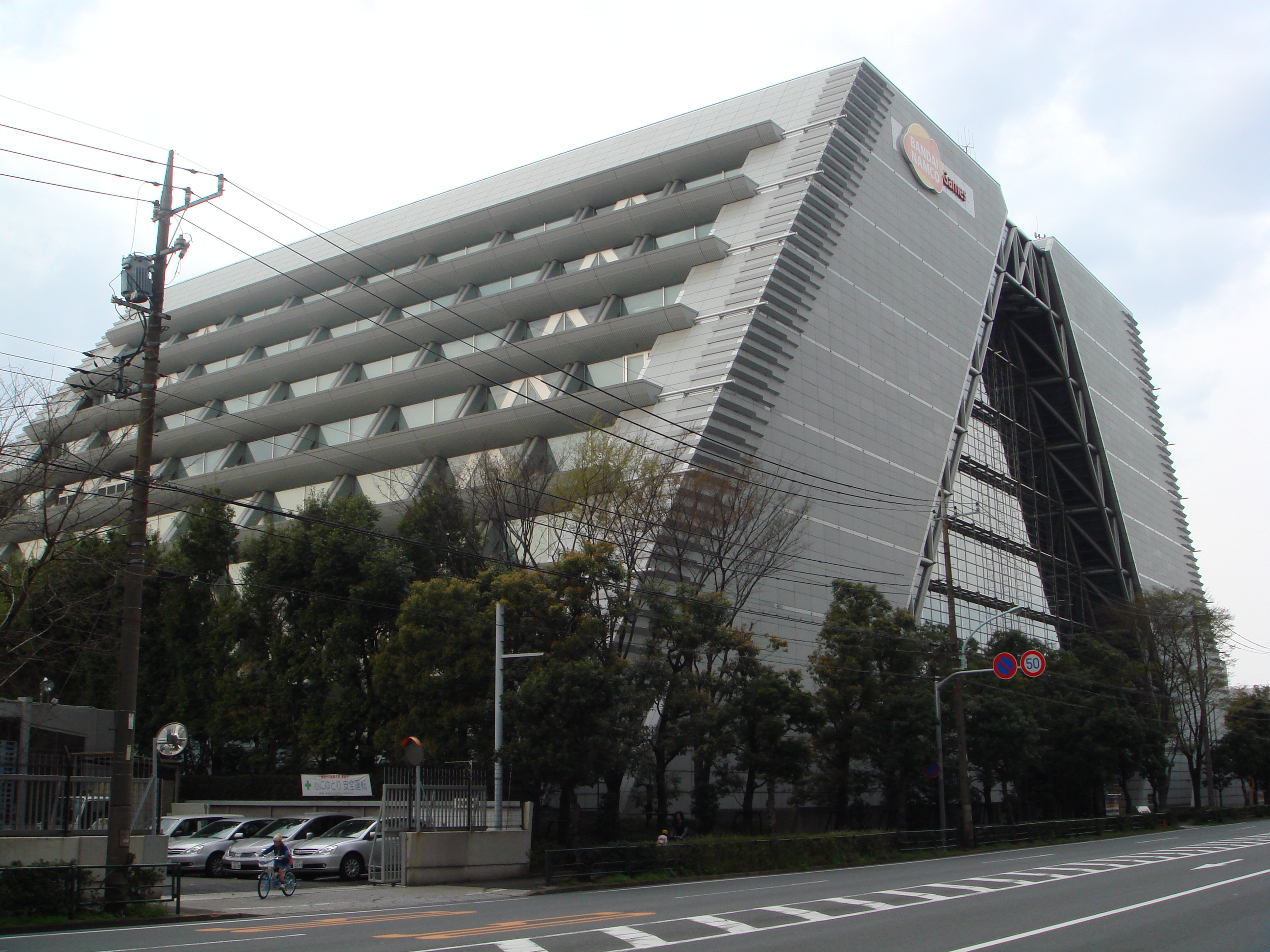
東京都品川区にあった旧バンダイナムコゲームス社ビル

2006年1月4日、北米子会社ナムコ・ホームテックはバンダイアメリカのコンシューマーゲーム部門であるバンダイゲームスと合併しナムコバンダイゲームスアメリカを設立、さらにナムコ・アメリカの子会社を吸収し、北米におけるナムコとバンダイの合併統合を完了した。ナムコの家庭用ゲーム（据え置き型ゲーム機用ゲーム）部門、ビジネスプログラム部門、携帯電話部門、研究部門はバンダイの家庭用ゲーム部門と統合され、3月31日付で新会社「バンダイナムコゲームス」が設立され「ナムコ」は事実上解散した。
同日「ナムコ」の名称はバンダイナムコの前身のアミューズメント施設とテーマパーク事業を吸収した新子会社（株式会社ナムコ）によって再利用された。ナムコのヨーロッパ部門は2007年1月1日付で Namco Bandai Networks Europe （ナムコバンダイネットワークスヨーロッパ）に統合され、同社の携帯電話用モバイルゲームおよびウェブサイト部門に再編された。バンダイナムコゲームスはブランドのレガシー（遺産）を表すために2014年4月までゲームのレーベル表記に「namco」のロゴを使用し続けた。
ナムコサイバーエンタテインメント部門は、2012年1月にナムコエンターテインメントに社名を変え、2015年にはNAMCO USA（ナムコUSA）に改称された。バンダイナムコホールディングスUSAの一部門であるナムコUSAはAMCシアターズなど映画チェーンと協力し各地でゲームセンターを展開していた。2006年3月31日に設立された"2代目"の株式会社ナムコは、親会社による企業再編に伴い2018年4月1日付でバンダイナムコアミューズメントと改称された。このバンダイナムコアミューズメントは、2015年にバンダイナムコエンターテインメントに社名を変更したバンダイナムコゲームスのアーケードゲーム開発部門を継承した。
ナムコUSAは、親会社がアメリカのアーケード経営業界から撤退することを決定したため、2021年にバンダイナムコアミューズメントの北米支社に吸収された。これにより、1977年にナムコが設立した海外子会社であるナムコ・エンタープライゼズ・エイシアがオリジナルのナムコが設立しナムコの名を残す最後の企業となった。なおブランド名として、バンダイナムコホールディングスとその子会社が携帯アプリや情報配信スタジオ（配信イベント）、日本におけるeスポーツに特化したゲームセンターなど様々なサービスや製品で「ナムコ（namco）」の名称を使用し続けている。

## 功績
ナムコは1978年の『ジービー』以降300タイトル以上のビデオゲームを輩出した世界でも有数のゲームメーカーであり、『パックマン』、『ギャラガ』、『ゼビウス』、『リッジレーサー』、『鉄拳3』、『塊魂』など各ジャンルで最高の評価を得たゲームも少なくない。
特に『パックマン』はアーケード筐体販売数が30万台を超え全世界で10億ドル以上の売上を記録し、2005年には「最も成功した業務用ゲーム機」としてギネス世界記録にも認定された。また2017年には『鉄拳』シリーズも「最も長く続く3D対戦型格闘ビデオゲームシリーズ」および「最も長く続くビデオゲームの物語」としてギネス世界記録に認定されている。2017年1月22日に死去した創業者中村雅哉の訃報に接し『Nintendo Life』のダミアン・マクフェレンは「ナムコやパックマンがなければ今日のゲーム業界はまったく別のものになっていただろう」と語っている。
ナムコの企業理念と革新性はメディアからも評価を受けた。ゲーム誌『ファミ通』3代目編集長の浜村弘一は、創業者の中村によって「『楽しんでモノをつくる』『新しいことに挑戦する』という風土がナムコ社内に培われた」とし、ファミコン版『ゼビウス』など「業務用のゲームを家庭で楽しめるというのが衝撃的」だったと述べている。ナムコを回顧した英ゲーム専門誌『Edge』の1994年の記事では、ナムコは「コイン式ゲームビジネスの真のパイオニアである企業のひとつ」であり、評価の高い歴史的に重要なタイトルを多数有するデベロッパーであったと評し、ナムコの成功はその先進性と品質に対する確固たる姿勢にあり、それが他のデベロッパーとは一線を画していたと述べた。『Edge』の姉妹誌『Next Generation』の1998年記事では「今日のスターが明日には落ち目になることがほとんどであるこの世界で、ナムコはその歴史のほぼすべての期間、一貫して優れたゲームを生み出し続けてきた」とし、ナムコとプレイヤーとのつながり、そして『パックマン』『ゼビウス』『ウイニングラン』といった影響力のあるタイトルをリリースできたことが、急速に変化する業界で成功した鍵だったと評価した。
1980年代ナムコのデザイン部門トップであった甲斐敏夫は、『パックマン』誕生を振り返り「40年前のあの時代にまるで夢のようなことを言っていた岩谷くんというおもしろい人がいて、彼の挑戦を許した周りの環境があって、そこにきまじめなプログラマーが一緒になって、みんなでひとつのものを作っているという、その雰囲気がすばらしかったということです。それはナムコ（当時）にとっても宝だったんじゃないかと思いますし、そんな作品に参加できたことを、僕もうれしく思っています」と語っている。
ナムコがゲーム業界において果たした役割の重要性を指摘する声もある。1984年には『パックマン』の無断コピー品を設置して営業した喫茶店チェーンに対して損害賠償を求めた裁判で、日本で初めてビデオゲームが著作権法上の「映画の著作物」に当たることを認めた判決を勝ち取り（「パックマン」事件）、以後日本では視聴覚著作権を主な根拠としてゲームが法的に保護されていき、無断コピー品の数も減少していった。『Ultimate Future Games』誌と『Official UK PlayStation Magazine』誌は、世界で最も象徴的なエンタテインメント・ブランドのひとつであるプレイステーションの初期の成功にナムコとナムコゲームが貢献したと評価し、さらに『Official UK PlayStation Magazine』誌は、ナムコは「ゲーム開発者たちのゴッドファーザー」であり、史上最も重要なビデオゲームデベロッパーのひとつであると書いている。
1997年のゲームニュースサイト『IGN』の記事では、ナムコは業界を代表する企業のひとつであり、『パックマン』や『ギャラガ』のようなタイトルはゲームの代名詞でもあって「ナムコの歴史をたどることは、業界の歴史そのものをたどるようなものだ。横浜のデパートの屋上でささやかなスタートをきった中村製作所は、今ではPS用ソフト『鉄拳3』の発売を間近に控えている。常に時代の先端を走り続けてきたのだ」とした。2012年、『IGN』はナムコを史上最高のゲーム会社のひとつに挙げ、『パックマン』や『ギャラガ』、『ディグダグ』、『リッジレーサー』など安定したクオリティのゲームを数多く供給し続けてゲーム業界全体の定義付けに貢献してきたと称賛した。